# Società di Linguistica Italiana
La Società di Linguistica Italiana (SLI), nata a Roma nel 1967 per iniziativa di Tullio De Mauro, è un’associazione senza fini di lucro che ha lo scopo di promuovere studi e ricerche nel campo della linguistica teorica e applicata e, più in generale, delle scienze del linguaggio.

## Struttura e organizzazione
Può essere ammessa a far parte della SLI in qualità di Socio ordinario qualunque persona, di qualsiasi nazionalità e di qualsiasi condizione professionale, interessata a qualsivoglia titolo a questioni concernenti le scienze del linguaggio.
Organi dell’Associazione sono: l’Assemblea dei Soci, che è l’organo sovrano, il Comitato Esecutivo, il Comitato per le nomine e il Presidente.
I soci possono costituirsi in gruppi di studio su temi di interesse particolare; sono attualmente attivi il «Gruppo di Intervento e Studio nel Campo dell’Educazione Linguistica» (GISCEL), il «Gruppo di Studio sulla Comunicazione Parlata» (GSCP), il «Gruppo di Studio sulle Politiche Linguistiche» (GSPL).
La SLI organizza ogni anno un congresso internazionale di studi su temi generali approvati dall’Assemblea su proposta di gruppi di soci e ne pubblica gli atti. Organizza altresì, senza periodicità determinata, convegni interannuali su temi particolari. Pubblica inoltre, con cadenza approssimativamente decennale, volumi di consuntivo sugli studi di linguistica in Italia. La sede congressuale è anch’essa deliberata dall’Assemblea su proposta di un gruppo di soci.
Gli atti di Congressi e Convegni e i volumi di consuntivo, dal numero 1 del 1968 al numero 64 del 2018, sono raccolti nella collana “Pubblicazioni della SLI” presso l’editore Bulzoni in Roma; i volumi successivi sono pubblicati dalla SLI in modalità open access e resi disponibili sul sito della Società. 
Tutti i soci ricevono un bollettino periodico (dal 2015 pubblicato online sul sito della Società) che contiene notizie e informazioni sulla vita della società, i verbali delle riunioni degli organi, notizie su iniziative di soci.
La SLI dispone di un sito continuamente aggiornato in cui sono raccolte tutte le informazioni concernenti la società, i suoi organi, le sue iniziative, la sua storia nonché su altri eventi di interesse linguistico.

## Storia
La SLI è nata nel 1967 per iniziativa di Tullio De Mauro sostenuto da un piccolo gruppo di autorevoli linguisti, italiani e stranieri. I proponenti (fra i quali  Luigi Heilmann, Gianfranco Folena, André Martinet, Bertil Malmberg, Mario Saltarelli, Aldo Visalberghi, Ladislav Zgusta) rappresentavano uno spettro molto ricco di orientamenti teorici che andavano dallo strutturalismo al generativismo, dall’indoeuropeistica alla lessicologia, dalle filologie alla pedagogia e alla didattica delle lingue. La presenza tra i promotori e poi tra i soci di insegnanti di scuola fu un segnale chiaro fin dagli inizi dell’interesse della SLI per le questioni dell’educazione linguistica.
La seconda metà degli anni Sessanta del Novecento fu un periodo di grandi fermenti economici, sociali, culturali nel corso del quale, fra l’altro, si assistette, in Italia come in Europa, a una crescita impetuosa dell’interesse per le scienze del linguaggio e per i grandi modelli teorici (soprattutto strutturalismo e generativismo) che dominavano la scena. La nascita della SLI risente di tutti questi fermenti, sia nella organizzazione interna, ispirata da De Mauro che volle una società paritaria e aperta, non vincolata da gerarchie accademiche o professionali, profondamente egualitaria, sia nella apertura teorica e metodologica, sia, infine, nella organizzazione materiale dei congressi dei quali era parte integrante il dibattito che seguiva ogni relazione.
La SLI fu dunque la risposta organizzativa al fermento di una parte dei linguisti italiani e fin dalla sua nascita diventò un potente propulsore di questa comunità e, almeno per il primo decennio di attività, fu il principale fattore di arricchimento degli studi italiani in questo settore e il teatro di un confronto di idee vivace, a volte aspro, ma sempre stimolante.
L’apertura metodologica della SLI al complesso delle scienze del linguaggio, anche se praticate da non linguisti, appare con grande evidenza da due indicatori.
Il primo è la varietà dei profili scientifici e professionali dei soci che, soprattutto nei primi anni, vedeva a fianco di linguisti di ogni orientamento e di ogni specialità (linguisti generali, linguisti storici, filologi, sociolinguisti ecc.) anche epistemologi, psicologi, pedagogisti, antropologi, semiologi, filosofi del linguaggio.
Il secondo appare dagli argomenti dei congressi e convegni che la SLI organizzò fin dalla sua nascita (il cui elenco completo e dettagliato è riportato nel sito indicato in Bibliografia): le scelte congressuali investirono la grammatica, la lessicologia, la sintassi, la grammatica trasformazionale, la storiografia linguistica, la fonetica e la fonologia, la ricostruzione, la sociolinguistica, e, cosa allora inusuale, la didattica linguistica (che evidentemente anticipa il filone dell’educazione linguistica democratica), la retorica, la linguistica formale, allora considerate ai margini della scienze del linguaggio. 
Questa apertura metodologica e tematica, questa visione profondamente unitaria delle scienze del linguaggio, come anche il rifiuto di ogni discriminazione o rifiuto a priori dovuti a orientamenti scientifici o opzioni metodologiche, risalgono certamente all’ispirazione di De Mauro e sono una delle impronte significative da lui impresse sulla SLI. 
Alla stessa matrice va ricondotta, come già ricordato, l’attenzione precocissima per la linguistica educativa ed è forse questo il tratto della SLI più visibile nella società civile e più ricco di implicazioni politiche. È infatti in seno alla SLI che nel 1973 si costituì il GISCEL (di cui De Mauro fu ispiratore e primo presidente), e che nel 1975 uscirono Le Dieci tesi per un’educazione linguistica democratica, testo collettivo e veramente rivoluzionario, che ha contribuito a modificare il senso comune e le pratiche didattiche di molti soggetti, anche istituzionali. 
Negli anni successivi al 1980, nei quali l’accademia italiana trova un nuovo assetto normativo, la SLI, pur attenuando in parte i tratti della spregiudicatezza e della vivacità, è rimasta, con i suoi congressi e convegni e con le sue pubblicazioni, un punto di riferimento nazionale ed internazionale nonché una delle principali occasioni d’incontro per tutti gli studiosi di scienze del linguaggio, accademici e non. Rimangono inoltre come sue cifre l’internazionalità, come mostrano la percentuale di soci stranieri e la capacità di organizzare congressi all’estero e l’apertura alla società civile e alla scuola, garantita soprattutto dal GISCEL, come mostra l’alta percentuale di iscritti non universitari.

## Rapporti con il GISCEL
Il Gruppo di intervento e studio nel campo dell'educazione linguistica (GISCEL) è un'associazione che opera nell'ambito della ricerca sia dei problemi teorici e sociali dell'insegnamento linguistico che nel suo rinnovamento.
Il GISCEL agisce all'interno della SLI ma ha un proprio statuto.
Entrambe le società operano, sia insieme che autonomamente, nel promuovere iniziative a favore della formazione e dell'aggiornamento dell'educazione linguistica in Italia e all'estero.